# Interstate 475 (Ohio)
Pour les articles homonymes, voir Interstate 475.
L'Interstate 475 (I-475) est une autoroute auxiliaire de l'Ohio qui fait 20,37 miles (32,78 km) en contournant Toledo par l'ouest.
Le terminus sud se trouve à la jonction avec la sortie 192 de l'I-75 près de Perrysburg. À partir de ce point jusqu'à la sortie 14, l'I-475 forme un multiplex avec la US 23. Elle est indiquée comme une route sud–nord. À partir de la sortie 14 jusqu'au terminus est (nord) à la sortie 204 de l'I-75, elle devient une autoroute ouest–est.
Bien que l'I-475 rencontre l'I-80 / I-90 (Ohio Turnpike), il n'y a pas d'échangeur entre les routes et il faut parcourir quelques miles sur des voies locales entre les deux routes.
L'I-475 est nommée la Rosa Parks Highway en honneur à Rosa Parks, laquelle a aidé à organiser le boycott des bus de Montgomery.

## Description du tracé
L'I-475 est une demi-autoroute de ceinture autour du centre-ville de Toledo. Elle le contourne par l'ouest. Elle forme d'abord un tracé du sud vers le nord, puis, bifurque et devient une autoroute ouest–est.
L'I-475 forme un multiplex avec la US 23 sur son segment sud–nord. Rurale lors de sa construction, l'autoroute est devenue davantage urbanisée depuis le développement de la ville de Toledo.

## Liste des sorties
| Interstate 475                                         |                      |       |       |        |                                                                           | |
| Comté                                                  | Municipalité         | mi    | km    | Sortie | Intersections / Destinations                                              | Notes                                                                                              |
| Wood                                                   | Perrysburg           | 0,00  | 0,00  | 1      | I-75 / US 23 sud – Toledo, Dayton                                         | Terminus sud du multiplex avec US 23; indiqué sortie 1A (I-75 nord / US 23 sud) et 1B (I-75 sud)   |
| Wood                                                   | Perrysburg           | 0,82  | 1,32  | 2      | SR 25 (en) (Dixie Highway) – Perrysburg, Bowling Green                    | |
| Lucas                                                  | Maumee               | 4,18  | 6,73  | 4      | US 24 (Anthony Wayne Trail) – Napoleon, Waterville, Maumee                | Indiqué sortie 4A (est) et 4B (ouest)                                                              |
| Lucas                                                  | Maumee               | 5,80  | 9,33  | 5      | US 20A – Maumee                                                           | Futur échangeur                                                                                    |
| Lucas                                                  | Maumee               | 6,15  | 9,90  | 6      | Salisbury Road / Dussell Drive vers I-80 / I-90 / Ohio Turnpike           | |
| Lucas                                                  | Springfield Township | 8,32  | 13,39 | 8      | SR 2 (en) (Airport Highway) – Aéroport de Toledo Express, Swanton, Toledo | Indiqué sortie 8A (est) et 8B (ouest) en direction sud                                             |
| Lucas                                                  | Springfield Township | 11,48 | 18,48 | 11     | SR 246 (en) est (Dorr Street)                                             | |
| Lucas                                                  | Sylvania Township    | 12,65 | 20,36 | 13     | US 20 (Central Avenue) / SR 120 (en)                                      | |
| Lucas                                                  | Sylvania Township    | 13,51 | 21,74 | 14     | US 23 nord – Sylvania, Ann Arbor                                          | Terminus nord du multiplex avec US 23; I-475 nord devient I-475 est; I-475 ouest devient I-475 sud |
| Lucas                                                  | Sylvania Township    | 14,96 | 24,08 | 15     | Corey Road                                                                | Sortie direction est, entrée direction ouest                                                       |
| Lucas                                                  | Toledo               | 16,08 | 25,88 | 16     | Talmadge Road                                                             | Sortie direction ouest, entrée direction est                                                       |
| Lucas                                                  | Toledo               | 17,16 | 27,62 | 17     | Secor Road                                                                | |
| Lucas                                                  | Toledo               | 17,64 | 28,39 | 18A    | SR 51 (en) nord (Monroe Street)                                           | Sortie direction ouest vers SR 51 nord, entrée direction est depuis SR 51 sud seulement            |
| Lucas                                                  | Toledo               | 18,19 | 29,27 | 18B    | Douglas Road                                                              | Sortie direction ouest, entrée direction est                                                       |
| Lucas                                                  | Toledo               | 19,20 | 30,90 | 19     | ProMedica Parkway                                                         | |
| Lucas                                                  | Toledo               | 19,93 | 32,07 | 20     | I-75 – Détroit, Dayton                                                    | Indiqué sortie 20A (nord) et 20B (sud); sortie 204 de l'I-75                                       |
| - Terminus de multiplex - Accès incomplet - Non-ouvert |                      |       |       |        |                                                                           | |